# VV ONA in het seizoen 1957/58
Het seizoen 1957/1958 was het derde jaar in het bestaan van de Goudse betaaldvoetbalclub ONA. De club kwam uit in de Tweede divisie A en eindigde daarin op de 12e plaats. Tevens deed de club mee aan het toernooi om de KNVB beker, hierin werd de club in de tweede ronde uitgeschakeld door Excelsior (0–1).

## Wedstrijdstatistieken

### Tweede divisie A
|       | Baronie | DHC   | DOSKO | EBOH  | Emma  | 't Gooi | Hilversum | LONGA | UVS   | De Valk | Wilhelmina | Zeist | ZFC   |
| ----- | ------- | ----- | ----- | ----- | ----- | ------- | --------- | ----- | ----- | ------- | ---------- | ----- | ----- |
| Thuis | 0 – 0   | 3 – 2 | 2 – 6 | 2 – 2 | 2 – 2 | 1 – 4   | 1 – 2     | 2 – 1 | 1 – 4 | 1 – 2   | 0 – 5      | 1 – 0 | 0 – 7 |
| Uit   | 3 – 2   | 1 – 1 | 3 – 0 | 1 – 4 | 0 – 3 | 1 – 1   | 3 – 1     | 0 – 1 | 0 – 1 | 4 – 0   | 6 – 0      | 1 – 3 | 4 – 0 |

### KNVB beker
| 1e ronde                                      | ONA                                   | 2 – 0 (2 – 0) | HION |
| 26 december 1957 Plaats: Gouda Walvisstraat   | Adrie van den Berg 2' Joop Christ 35' |               |      |
| 2e ronde                                      | Excelsior                             | 1 – 0 (0 – 0) | ONA  |
| 16 februari 1958 Plaats: Rotterdam Woudestein | Piet Slui 47'                         |               |      |

## Statistieken ONA 1957/1958

### Eindstand ONA in de Nederlandse Tweede divisie A 1957 / 1958
| Stand | Gespeeld | Gewonnen | Gelijk | Verloren | Punten | Doelpunten voor | Doelpunten tegen |
| ----- | -------- | -------- | ------ | -------- | ------ | --------------- | ---------------- |
| 12e   | 26       | 8        | 5      | 13       | 21     | 33              | 64               |

### Topscorers
| #              | Naam                  | Goal |
| -------------- | --------------------- | ---- |
| 1.             | Adrie van den Berg    | 14   |
| 2.             | Joop Christ           | 6    |
| 3.             | Jaap van der Kroef    | 3    |
| 4.             | Jan Kortlever         | 2    |
| 4.             | Cees Ringelenstein    | 2    |
| 6.             | Fluks                 | 1    |
| 6.             | Arie Hersche          | 1    |
| 6.             | Gerard Lingen         | 1    |
| 6.             | Gerrit Oudshoorn      | 1    |
| 6.             | Vermeij               | 1    |
| Eigen doelpunt |                       |      |
| 1.             | Joop Schnebeli (EBOH) | 1    |
| Totaal         | Totaal                | 33   |

| #      | Naam               | Goal |
| ------ | ------------------ | ---- |
| 1.     | Adrie van den Berg | 1    |
| 1.     | Joop Christ        | 1    |
| Totaal | Totaal             | 2    |